# Città del Texas
Lista delle città del Texas, Stati Uniti d'America, comprendente i comuni (city, town e village) e i census-designated place (CDP).
I dati sono dell'USCB, riferiti al censimento del 2000 e ad una stima del 1º luglio 2007 (tranne che per i CDP).

## Elenco
- Dalla lettera A alla lettera C
- Dalla lettera D alla lettera I
- Dalla lettera J alla lettera Q
- Dalla lettera R alla lettera Z